# Josep Maria Recasens
Josep Maria Recasens Comes (Tarragona, 1918 - ibídem, 6 de junio de 2013) fue un historiador autodidacta y político español, primer alcalde democrático de Tarragona tras la dictadura franquista.

## Biografía
Funcionario municipal, fue un activo miembro de la Real Sociedad Arqueológica Tarraconense y autor de numerosos trabajos sobre historia local y provincial. En 1955 fue galardonado por el mejor estudio de historia provincial en ese año, El corregimiento de Tarragona y su junta en la Guerra de la Independencia. En las elecciones municipales de 1979, primeras elecciones democráticas tras la dictadura, se presentó como cabeza de lista en la candidatura del Partido de los Socialistas de Cataluña (PSC), siendo elegido alcalde de Tarragona. Renovó el mandato en las elecciones de 1983 y 1987. En 1989 cesó como alcalde tras una moción de censura de Convergencia y Unión, ocupando la alcaldía Joan Miquel Nadal. Sus estudios y trabajos como historiador fueron reconocidos en 2011 por la Universidad Rovira i Virgili que le nombró doctor honoris causa.